# Ingegerd Elm
Wega Ingegerd Elm, född 12 augusti 1936 i Eksjö, död 20 januari 1992 i Jönköping, var en svensk socialdemokratisk politiker, som mellan 1979  och 1992 var riksdagsledamot för Jönköpings läns valkrets. Tidigare anställd på Livsmedelsarbetareförbundet.

## Fotnoter
1. 1 2 3 4  Sveriges dödbok, läst: 11 april 2018.[källa från Wikidata]
2. ↑  Riksdagens protokoll 1976/77:1, läs online, läst: 1 juli 2020.[källa från Wikidata]
3. ↑  Riksdagens protokoll 1982/83:1, läs online, läst: 1 juli 2020.[källa från Wikidata]
4. 1 2 3  Riksdagens person-id: 0173299755202, läst: 2 juli 2020.[källa från Wikidata]
5. ↑  Riksdagens snabbprotokoll 1991/92:50 Fredagen den 10 januari, 10 januari 1992, läs online och läs online, läst: 27 juni 2021.[källa från Wikidata]
6. ↑  Sveriges dödbok 1901–2013
7. ↑  Sveriges riksdag Svenska Dagbladet 29 september 1979
8. ↑  Valårsextra Svenska Dagbladet 28 maj 1979